# 飯間浩明
飯間 浩明（いいま ひろあき、1967年10月21日 - ）は、日本の日本語学者、辞書編纂者。『三省堂国語辞典』編集委員。

## 経歴
香川県高松市出身。早稲田大学第一文学部卒業、早稲田大学大学院文学研究科博士課程単位取得。専門は日本語学。
修了してアルバイトとして三省堂の辞書編纂に携わった後、第6版より『三省堂国語辞典』の編集委員および早稲田大学・成城大学などで非常勤講師を務めている。

## 著書

### 単著
- 『遊ぶ日本語不思議な日本語』岩波書店〈岩波アクティブ新書75〉、2003年。ISBN 4007000751
- 『非論理的な人のための論理的な文章の書き方入門』ディスカヴァー・トゥエンティワン〈ディスカヴァー携書29〉、2008年。ISBN 9784887596795
- 『ことばから誤解が生まれる』中央公論新社〈中公新書ラクレ386〉、2011年。ISBN 9784121503862
- 『伝わる文章の書き方教室：書き換えトレーニング10講』筑摩書房〈ちくまプリマー新書151〉、2011年。ISBN 9784480688538
- 『辞書を編む』光文社〈光文社新書635〉、2013年。ISBN 9784334037383
- 『辞書に載る言葉はどこから探してくるのか？：ワードハンティングの現場から』ディスカヴァー・トゥエンティワン〈ディスカヴァー携書115〉、2013年。ISBN 9784799314333
- 『三省堂国語辞典のひみつ』三省堂、2014年。ISBN 9784385364155（新潮文庫、2017年。ISBN 9784101206769）
- 『辞書には載らなかった不採用語辞典』PHP研究所、2014年。ISBN 9784569818160
- 『辞書編纂者の、日本語を使いこなす技術』PHP研究所〈PHP新書983〉、2015年。ISBN 9784569824840
- 『国語辞典のゆくえ：文学の世界』NHK出版、2017年。ISBN 9784149109688
- 『小説の言葉尻をとらえてみた』光文社〈光文社新書910〉、2017年。ISBN 9784334043162
- 『伝わるシンプル文章術』ディスカヴァー・トゥエンティワン、2018年。ISBN 9784799322420
- 『ことばハンター：国語辞典はこうつくる』ポプラ社、2019年。ISBN 9784591160725
- 『つまずきやすい日本語』NHK出版、2019年。ISBN 9784144072420
- 『知っておくと役立つ街の変な日本語』朝日新聞出版〈朝日新書738〉、2019年。ISBN 9784022950420
- 『日本語はこわくない』PHP研究所、2021年。ISBN 9784569850979

### 共著
- 『サクっと書けちゃう！文章レシピ60』新星出版社、2018年。ISBN 9784405103238
- 『日本語をつかまえろ！』毎日新聞出版、2019年。ISBN 9784620326115
- 『日本語をもっとつかまえろ！』毎日新聞出版、2021年。ISBN 9784620326986

### 編著
- 『小学館 四字熟語を知る辞典』小学館、2018年。ISBN 9784095041827

### 監修
- 『NHKわかる国語 読み書きのツボ：小学校3・4年生向け国語番組』MCプレス、2005年。ISBN 9784901972314
- 『重要度順「伝わる文章」を書く技術』新星出版社、2015年。ISBN 9784405102538
- 『気持ちを表すことばの辞典』ナツメ社、2021年。ISBN 9784816370410
- 『あいさつ・敬語のえほん』あかね書房
  - 1.「あいさつってなに？」2023年。ISBN 9784251078612
  - 2.「ていねいにはなしてる？」2023年。ISBN 9784251078629
  - 3.「けいごってしってる？」2023年。ISBN 9784251078636

### 論文等
- CiNii>飯間浩明

## 出演

### テレビ番組
- 使える!伝わる にほんご（2014年 - 、NHK Eテレ）講師
- バイキング（2014年12月3日 - 2015年3月25日、フジテレビ） - 水曜コーナーレギュラー
- プロフェッショナル 仕事の流儀（2018年6月11日、NHK 総合）
- 川島明の辞書で呑む（テレビ東京）- 放送及びリアルイベントに不定期で解説役

### ラジオ番組
- 「国語辞典のゆくえ」NHKラジオ第2・カルチャーラジオ（木）20時30分～20時59分（2017年7月～9月）
- 「新時代のコトバ会議」（TBSラジオ　2021年1月1日）

## テレビ番組監修
- 『ことばドリル』（2014年 - 、NHK・Eテレ）監修のほか、書き文字と作詞も担当している。
- 『使える!伝わる にほんご』（2014年 - 、NHK・Eテレ）総合監修
- 『舟を編む』（2016年、フジテレビ・ノイタミナ）辞書制作監修・サブタイトル語釈

### 対談
- ほぼ日刊イトイ新聞 飯間浩明☓糸井重里 言葉をずっと、観察している。